# 黄宪高
黄宪高（1944年3月11日—），浙江绍兴人，祖籍萧山，中国滑稽戏（独脚戏）演员、一级演员，中国曲艺家协会会员、浙江曲艺家协会理事。1980年代后提出“滑稽越剧”的概念，创作演唱近百部滑稽越剧、说唱等各类戏剧，录制出版三十余部、六十余种音像制品，在江浙沪受到一定欢迎。

## 生平
1944年3月11日（农历二月十七），黄宪高出生于浙江绍兴，祖籍位于今杭州萧山区蜀山街道知章村。幼时的黄宪高即酷爱越剧，曾用六角压岁钱购买二胡，尝试自行伴奏越剧唱段。1959年6月初中毕业于绍兴树人中学，由于家境窘迫而选择参与工作，同年11月经同学动员考入桐庐滑稽剧团，1961年7月随剧团合并进入杭州滑稽剧团。在入团考试时，黄宪高只会唱绍兴大班，考官因其“喉咙倒是勿错”在加演一段小品后让其入团，师从滑稽演员杨华生。入团至文革期间，黄宪高自学了各类伴奏乐器与沪剧、评弹、锡剧等各地戏剧唱段及对应方言。文化大革命期间剧团解散，黄宪高被调入杭州硫酸厂成为工人；1978年，剧团建制恢复，黄宪高回到杭州滑稽剧团工作。
1980年代中期，黄宪高从电台中听到上海滑稽演员王双庆、陆梅瑛表演的独脚戏《各派越剧》，受到启发后写出其第一部原创独角戏《滑稽送凤冠》，演出后反映尚可。一次文代会上，他听到时任《人民日报》副刊总编谈外国各色文学流派，受其影响在演出过程中不断对《滑稽送凤冠》进行修改，并易名为《越剧改革家》，在江浙沪闽多地演出，受到较高评价；此后，黄宪高以已有的传统滑稽戏与越剧已有的滑稽唱段作参考，自行设计唱腔、编写与演唱，创造“滑稽越剧”这一概念，其第一部滑稽戏磁带《滑稽越剧哈哈笑》也得到出版，取得轰动效果。此后，黄宪高接连创作20余部滑稽越剧，部分磁带与VCD光碟销量破百万，与港台流行音乐不相上下，在吴语区广受欢迎。2000年，黄宪高从杭州滑稽艺术剧院退休，但仍积极参加演出与创作滑稽越剧，结集出版了《笑话奇谈》、《滑稽越剧哈哈笑》和《说唱集》三部作品，并于2008年在绍兴举办从艺50周年专场演出。
黄宪高发表过相声、笑话等五百余则，创作演唱近百部滑稽越剧、说唱等各类戏剧，录制出版三十余部、六十余种音像制品。

## 艺术特色
黄宪高的“滑稽越剧”基于越剧传统戏与唱腔，借鉴流行歌曲等艺术形式的特点，对部分传统剧目进行重新谱曲乃至重写剧本，将部分悲剧以喜剧的方式表现，并用有别于传统越剧的手法推动剧情发展；写作与表演形式上，“滑稽越剧”继承滑稽老演员“由词定乐”的方式，将不同内容用不同剧种的唱腔处理，并用二人说唱相间的方法演唱。此外，黄宪高还较早在表演中采用电声乐队伴奏。

## 荣誉
黄宪高曾获浙江省首届曲艺大赛表演一等奖、浙江省戏剧中年演员精英大赛优秀表演奖、浙江省第六届戏剧节演员一等奖等，为中国曲艺家协会会员、浙江曲艺家协会理事，职称为一级演员。